# Kúbran
Kúbran o Kúbrany - Кубрань (rus) - és un khútor del krai de Krasnodar, a Rússia. Es troba a la vora dreta del Sukhaia, afluent del Bolxoi Zelentxuk, a 18 km al nord-est d'Otràdnaia i a 223 km al sud-est de Krasnodar. Pertany al poble de Blagodàrnoie.